# Ericeia inangulata
Ericeia inangulata là một loài bướm đêm trong họ Erebidae.

## Hình ảnh

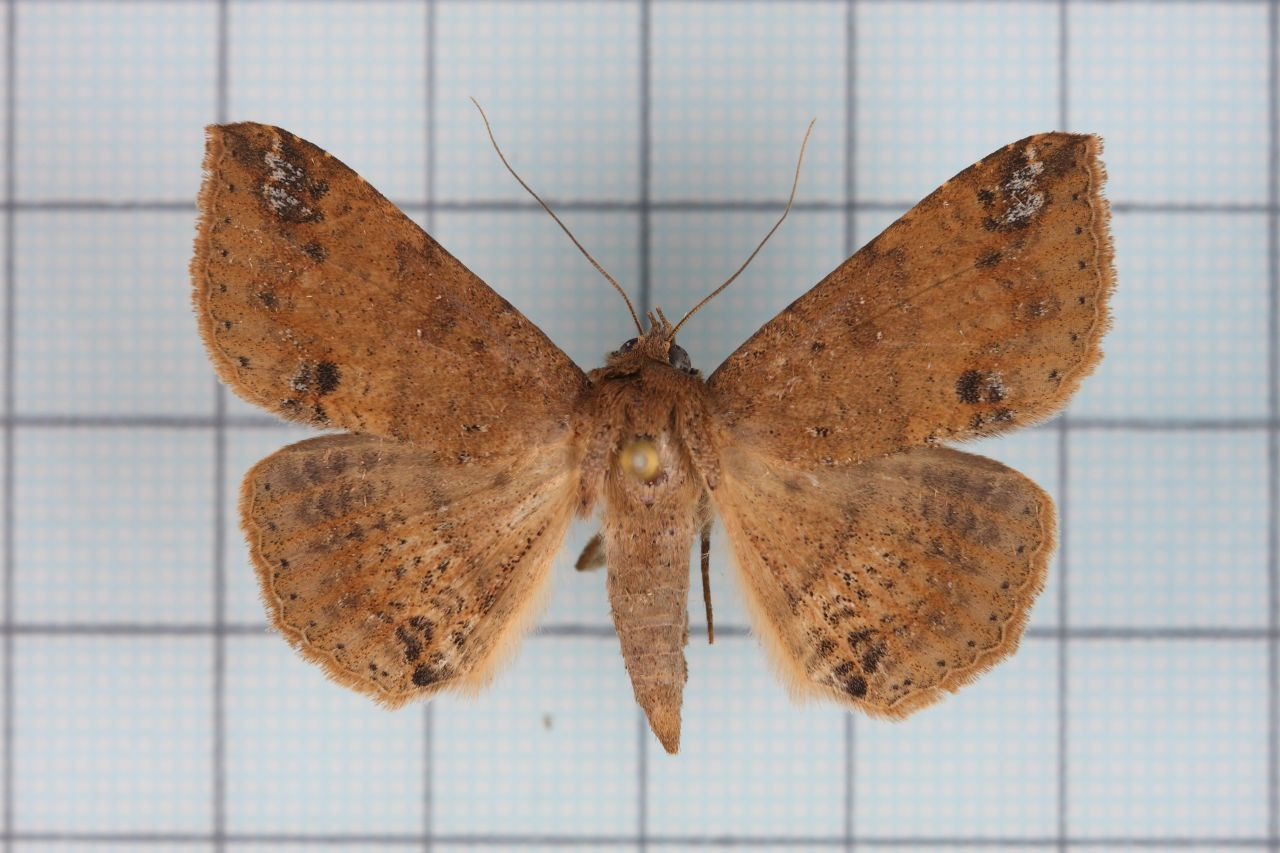